# 入沢恒
入沢 恒（いりさわ ひさし、1919年 - 1993年）は、日本の都市計画および都市防災研究者。建設省建築研究所第１研究部長などを経て横浜国立大学工学部教授、日本都市計画学会会長、財団法人都市防災研究所理事長を歴任した。

## 来歴・人物
1943年に東京帝国大学工学部建築学科を卒業。卒業論文は武藤清の指導による「耐弾床版に関する研究」で、卒業後は1941年に設立された内務省防空研究所に勤務した。この組織は1945年8月に内務省国土局分室に改組されたのち、1946年4月に大蔵省官房営繕課建築研究室、陸軍技術研究所等とともに新設の戦災復興院総裁官房技術研究所（所長：藤田金一郎）に統合された。
技術研究所では防火研究に従事していたが、技術研究所内に東大の同級生で陸軍に籍を置いていた日笠端らが組織した都市計画研究科に志願して移籍し、都市計画の研究に従事していく。大都市区域における住宅団地の立地と開発形態とに関する研究で学位を取得した。
早川和男によると、入沢は建築研究所時代にも行政筋に近い人物であったが、公正で見識と先見性のある人物であったという。
著書に『建築学大系. 第27 集団住宅』 (建築学大系編集委員（編）、彰国社、1955年）、『現代都市政策 VII 都市の建設』（岩波書店、1973年）などがあ
る。